# Nicholas Zhang
Nicholas Zhang, född 20 juni 2006 i Vancouver, är en kanadensisk fäktare som tävlar i värja.

## Karriär
Vid panamerikanska mästerskapen 2023 i Lima tog Zhang silver individuellt samt brons i lagtävlingen i värja. Vid panamerikanska spelen 2023 i Santiago tog han silver tillsammans med Fynn Fafard och Dylan French i lagtävlingen i värja efter en finalförlust mot USA med en poäng.
Vid olympiska sommarspelen 2024 i Paris blev Zhang utslagen i 32-delsfinalen i värja av venezuelanske Grabiel Lugo. Vid junior-VM 2025 i Wuxi tog han silver i lagtävlingen i värja. Vid panamerikanska mästerskapen 2025 i Rio de Janeiro tog Zhang brons tillsammans med Fynn Fafard, Ruibo Xiao och Dylan French i lagtävlingen i värja.